# Канда (коммуна)
Канда (итал. Canda) — коммуна в Италии, располагается в провинции Ровиго области Венеция.
Население составляет 926 человек (2008 г.), плотность населения составляет 64 чел./км². Занимает площадь 14 км². Почтовый индекс — 45020. Телефонный код — 0425.
Покровителем коммуны почитается святой архангел Михаил, празднование 29 сентября.

## Демография
Динамика населения:

## Администрация коммуны
- Официальный сайт: